# دائرة شتوان
دائرة شتوان إحدى دوائر ولاية تلمسان عاصمتها شتوان. وتضم كل من بلديات 	
شتوان وعين فزة وعمير.